# وهم (لغة)
الوهم ظاهرة صوتية لغوية قديمة تعزى لبني كلب، وهي كسر الهاء في: عنهِم، منهِم، بينهِم. وإن لم يكن قبل الهاء ياءٌ ولا كسرة. والفصحى تبقي الضم في مثل منهُم وصاحبُهم وقائدهم إلا إذا وقع بعد فتحة قصيرة أو طويلة أو ياء مثل: بجانبهِم، راعيهِم عليهِم.